# Посёлок радиостанции № 5
радиостанции № 5 — упразднённый посёлок в Новосибирском районе Новосибирской области. Входил в состав Верх-Тулинского сельсовета. В 1989 году посёлок включен в состав Кировского района Новосибирска и исключен из учётных данных.

## География
Посёлок, ныне микрорайон, расположен на юге Кировского района Новосибирская, на границе с Новосибирским районом, в окружении СНТ Гагарина, Радуга, Ветеран-5, Волна и др. В посёлке две улицы Бородина и Петровского

## История
Населённый пункт возник в 1956 году в связи со строительством средневолновой широковещательной АМ радиостанции. Решением Новосибирского облисполкома от 08.06.1989 г. № 250 посёлок радиостанции № 5 Верх-Тулинского сельсовета включен в состав Кировского района города.